# Cleide Amaral
Cleide Amaral (ur. 17 lipca 1967 w Campo Limpo Paulista) – brazylijska lekkoatletka, sprinterka. Sześciokrotna mistrzyni Ameryki Południowej, trzykrotna złota medalistka mistrzostw ibero-amerykańskich, medalistka igrzysk panamerykańskich, uczestniczka igrzysk olimpijskich w Atlancie.

## Przebieg kariery
W 1987 roku wystąpiła na igrzyskach obu Ameryk, na których zdobyła brązowy medal w konkurencji sztafety 4 × 100 m. Była też członkinią brazylijskiej sztafety 4 × 100 m na mistrzostwach świata w Rzymie, jednak ekipa w ogóle nie wystartowała. W 1989 roku zdobyła złoty medal w konkurencji biegu sztafet 4 × 100 m i brązowy medal w konkurencji biegu na 100 m na czempionacie Ameryki Południowej, natomiast rok później zdobyła dwa medale mistrzostw ibero-amerykańskich – złoty w sztafecie 4 × 100 m i srebrny w biegu na 100 m.
W 1993 roku otrzymała dwa złote medale mistrzostw kontynentu w biegu na 100 m, zarówno indywidudalnie, jak i w biegu sztafet. Uczestniczyła w mistrzostwach świata w Stuttgarcie, gdzie zmagania w konkurencji biegu na 100 m zakończyła w fazie ćwierćfinałowej. Dwa lata później obroniła tytuły mistrzowskie na mistrzostwach Ameryki Południowej w Manaus, na tym samym czempionacie wywalczyła srebrny medal w konkurencji biegu na 200 m.
Podczas jedynego w karierze występu na igrzyskach olimpijskich, który miał miejsce w Atlancie, zajęła w eliminacjach 6. miejsce w grupie (z czasem 11,76) i odpadła z dalszej rywalizacji.

## Osiągnięcia
| Rok     | Zawody                          | Miasto         | Miejsce | Konkurencja        | Wynik |
| ------- | ------------------------------- | -------------- | ------- | ------------------ | ----- |
| 1987    | Igrzyska panamerykańskie        | Indianapolis   | brąz    | sztafeta 4 × 100 m | 45,37 |
| 1987    | Mistrzostwa świata              | Rzym           | DNS H   | sztafeta 4 × 100 m | N/A   |
| 1989    | Mistrzostwa Ameryki Południowej | Medellín       | brąz    | bieg na 100 m      | 11,5h |
| 1989    | Mistrzostwa Ameryki Południowej | Medellín       | złoto   | sztafeta 4 × 100 m | 44,69 |
| 1990    | Mistrzostwa ibero-amerykańskie  | Manaus         | srebro  | bieg na 100 m      | 11,61 |
| 1990    | Mistrzostwa ibero-amerykańskie  | Manaus         | złoto   | sztafeta 4 × 100 m | 44,60 |
| 1991    | Mistrzostwa Ameryki Południowej | Manaus         | złoto   | sztafeta 4 × 100 m | 44,87 |
| 1993    | Mistrzostwa Ameryki Południowej | Lima           | złoto   | bieg na 100 m      | 11,91 |
| 1993    | Mistrzostwa Ameryki Południowej | Lima           | złoto   | sztafeta 4 × 100 m | 45,1h |
| 1993    | Mistrzostwa świata              | Stuttgart      | 8. QF   | bieg na 100 m      | 11,68 |
| 1994    | Mistrzostwa ibero-amerykańskie  | Mar del Plata  | złoto   | bieg na 100 m      | 11,66 |
| 1994    | Mistrzostwa ibero-amerykańskie  | Mar del Plata  | srebro  | sztafeta 4 × 100 m | 46,03 |
| 1994    | Puchar Świata                   | Londyn         | 7.      | sztafeta 4 × 100 m | 44,25 |
| 1995    | Mistrzostwa Ameryki Południowej | Manaus         | złoto   | bieg na 100 m      | 11,38 |
| 1995    | Mistrzostwa Ameryki Południowej | Manaus         | srebro  | bieg na 200 m      | 23,39 |
| 1995    | Mistrzostwa Ameryki Południowej | Manaus         | złoto   | sztafeta 4 × 100 m | 44,97 |
| 1995    | Mistrzostwa świata              | Göteborg       | 5. H    | bieg na 100 m      | 11,57 |
| 1996    | Mistrzostwa ibero-amerykańskie  | Medellín       | złoto   | bieg na 100 m      | 11,48 |
| 1996    | Mistrzostwa ibero-amerykańskie  | Medellín       | brąz    | sztafeta 4 × 100 m | 44,59 |
| 1996    | Igrzyska olimpijskie            | Atlanta        | 6. H    | bieg na 100 m      | 11,76 |
| 1997    | Mistrzostwa świata              | Ateny          | 6. SF   | sztafeta 4 × 100 m | 43,89 |
| 1999    | Mistrzostwa Ameryki Południowej | Bogota         | brąz    | bieg na 200 m      | 23,74 |
| 2000    | Mistrzostwa ibero-amerykańskie  | Rio de Janeiro | srebro  | sztafeta 4 × 100 m | 45,16 |
| Źródło: |                                 |                |         |                    |       |

W latach 1987-1995 zdobyła siedem tytułów mistrzyni kraju, cztery w konkurencji biegu na 100 m oraz trzy w konkurencji biegu na 200 m.

## Rekordy życiowe
- bieg na 100 m – 11,30 (5 lutego 1997, São Paulo)
- bieg na 200 m – 23,74 (26 czerwca 1999, Bogota)
- bieg na 100 m ppł – 14,83 (23 lutego 1999, São Paulo)
- sztafeta 4 × 100 m – 43,89 (8 sierpnia 1997, Ateny)

Źródło: 